# XWiki
XWiki는 설계적으로 확장에 초점을 둔 자바로 개발된 자유 위키 소프트웨어 플랫폼이다. XWiki는 기업형 위키이다. 위지위그 편집, 오픈도큐먼트 기반 문서 가져오기/내보내기, 시맨틱 어노테이션 및 태그 추가, 고급 권한 관리를 포함한다.

## 개발

### 오픈 소스 프로젝트
XWiki는 동작을 위해 다른 오픈 소스 프로젝트에 상당히 의존한다. 다음을 포함한다:
- 아파치 그루비: 고급 스크립팅 요건
- 하이버네이트: 관계형 데이터베이스 스토리지
- 아파치 루씬: 위키 및 첨부파일의 내용 색인화. 콘텐츠 내 검색 허용.
- 벨로시티: 템플릿 엔진